# Phyllotreta austriaca
Phyllotreta austriaca es una especie de insecto coleóptero de la familia Chrysomelidae. Fue descrita en 1909 por Heikertinger.